# 1640

## Esdeveniments
Països Catalans
- 6 de gener - Salses (el Rosselló): les tropes catalanes en reconquereixen el castell als francesos, que l'havien ocupat 20 de juny de l'any anterior (Guerra dels Trenta Anys). .
- 14 de maig - Santa Coloma de Farners (la Selva): els soldats de Felip IV destrueixen la vila.
- 22 de maig - Barcelona: els pagesos revoltats contra els terços entren a la ciutat amb el pretext de perseguir els soldats que havien atacat la parròquia de Sant Andreu de Palomar i alliberen el diputat militar Francesc de Tamarit,[1] presoner dels castellans: és el preludi de la Guerra dels Segadors.
- 30 de maig - Montiró (l'Alt Empordà): els terços de Felip IV destrueixen la vila (Guerra dels Segadors).
- 7 de juny - Barcelona: s'hi esdevé la revolta dels segadors contra els terços castellans coneguda com el "Corpus de Sang".[2]
- 7 de setembre - Ceret (el Vallespir): els representants de França i Catalunya hi signen una aliança en contra de Felip IV.
- 10 de setembre - Barcelona: es reuneix la Junta de Braços del Principat de Catalunya, començant a aprovar una sèrie de mesures revolucionàries que portaran a l'establiment de la República Catalana.
- 10 de desembre - el coll de Balaguer (Vandellòs i l'Hospitalet de l'Infant, el Baix Camp): els terços castellans hi derroten els resistents catalans (batalla del coll de Balaguer).

Món
- 1 de desembre - Portugal: Comença la revolució contra l'ocupació espanyola i proclamen rei Joan IV de Portugal, després de seixanta anys d'ocupació espanyola.
- 15 de desembre - Portugal: Coranació del rei de Portugal, Joan IV de Portugal.
- Primer llibre imprès a Amèrica

## Naixements
- 18 de març (data de bateig), París: Marguerite Hessein de la Sablière, salonnière francesa, mecenes i filòsofa (m. 1693).[3]
- 22 d'abril, Beja: Mariana Alcoforado, autora de les Cartas d'amor de la monja portuguesa, joia de la literatura universal (m. 1723).[4]
- 5 de juny -Zichuan, actualment Zibo (Xina):  Pu Songling (en xinès simplificat: 蒲松齡) escriptor xinès de la dinastia Qing, que es va fer popular pels seus contes (m. 1715).[5]
- 5 d'octubre - Lussac-les-Châteaux, Regne de França: Francesca Atenea de Rochechouart de Mortemart, Madame de Montespan, amant de Lluís XIV de França (m. 1707).[6]
- 14 de desembre - Kent, Anglaterra: Aphra Behn, dramaturga, escriptora, traductora i feminista (m. 1689).[7]
- Ais de Provença: David Augustin de Brueys, teòleg i dramaturg en francès.

- Nicolaes van Verendael, pintor barroc flamenc especialitzat en la pintura de natures mortes i garlandes.

## Necrològiques
Països Catalans
Món
- 30 de maig, Anvers (Països Baixos): Peter Paul Rubens, pintor barroc de l'escola flamenca (n. 1577).[8]